# Marcel Rohrbach
Marcel Rohrbach (Ahun, 8 de abril de 1933 - Yvelines, 14 de marzo de 2012) fue un ciclista francés, profesional entre 1957 y 1963, cuyos mayores éxitos deportivos los obtuvo en la Vuelta a España donde logró 1 victoria de etapa en la edición de 1961, y en la Dauphiné Libéré al alzarse con el triunfo final en 1957.

## Palmarés
1957
- Dauphiné Libéré
- Saint-Claud
- La Trimouille
- Quimperlé
- Circuito de Belfort
- 2.º en el Campeonato de Francia de ciclismo en ruta

1958
- 1 etapa y el G. P. de la montaña de la Dauphiné Libéré
- Circuito del Mont Blanc
- Commentry
- Scaer
- Plougonvern

1959
- 1 etapa y el G. P. de la montaña de la Dauphiné Libéré
- Aubusson

1960
- Boucles de Seine Saint-Denis
- Auzances

1961
- 1 etapa en la Vuelta a España
- Commentry

1962
- 2.º en el Campeonato de Francia de ciclismo en ruta

### Resultados en Tour de Francia
- 1957. 12.º en la clasificación general
- 1958. 26.º en la clasificación general
- 1959. 51.º en la clasificación general
- 1960. 9.º en la clasificación general
- 1961. Abandonó en la 14.ª etapa
- 1962. Abandonó en la 12.ª etapa

### Resultados en la Vuelta a España
- 1959. 11.º en la clasificación general
- 1961. Abandonó. Vencedor de una etapa

## Equipos
- 1957-1959. Peugeot
- 1960-1962. Peugeot-BP-Dunlop
- 1963. Peugeot-BP-Englebert